# D3.js
D3.js（D3或Data-Driven Documents）是一个使用动态图形進行資料視覺化的JavaScript程式庫。與W3C标准相容，并且利用广泛实现的SVG、JavaScript和CSS标准，改良自早期的Protovis程式庫。与其他的程式庫相比，D3对视图结果有很大的可控性。D3是2011年面世的，同年的8月发布了2.0.0版。到2021年9月，D3已被更新到了7.0.3版。
D3.js已被數十萬個網站使用，最常被運用在線上新聞網站呈現交互式圖形、呈現數據資料的圖表和呈現含有地理資訊的資料。另外SVG的輸出功能也使得D3.js能用於印刷出版物的繪製上。

## 歷史
在D3.js開發之前已經有出現過許多嘗試做資料視覺化的套件，例如Prefuse，Flare和Protovis程式庫，他們都可以視為D3.js的前身。然而Prefuse和Flare皆有缺點，皆不能只透過瀏覽器完成渲染，皆須要透過額外插件來完成。
例如2005年釋出的Prefuse是一個資料視覺化程式庫，但是它需要透過網頁的Java插件才能於瀏覽器中呈現；而Flare是2007年釋出的另一個資料視覺化工具包，由於其是使用ActionScript程式語言開發，因此也需要額外插件，即Flash插件才能完成渲染。
2009年，史丹佛大學的史丹佛視覺化團隊（Stanford Visualization Group）的傑佛瑞·赫爾、邁克·保斯托和瓦迪姆·歐格菲茲齊利用開發Prefuse和Flare的經驗開始用Javscript開發了可從給定資料產生SVG圖形的Protovis程式庫。而Protovis程式庫在業界和學界皆有一定的知名度。
2011年，史丹佛視覺化團隊停止開發Protovis，並開始開發新的資料視覺化程式庫，藉由之前開發Protovis的經驗，開發出了D3.js程式庫，在注重於Web標準的同時提供了更豐富的平台也有了更好的效能。

## 技術原理
D3.js透過預先建立好遷入於網頁中的JavaScript函數來選擇網頁元素、建立SVG元素、調整CSS來呈現資料，並且也可以設定動畫、動態改變物件狀態或加入工具提示來完成使用者互動功能。使用簡單的D3.js函數就能夠將大型的數據資料結構與SVG物件進行綁定，並且能生成格式化文本和各種圖表。其數據資料結構的格式可以是JSON、CSV（以逗號分隔的資料）或GeoJSON，也可以透過自己寫JavaScript函數來讀取其他或自定義格式的資料，例如Shapefile。

### 物件選擇
D3.js所使用的物件選擇方式是透過使用CSS樣式選擇器來選擇一個或多個或一組文档对象模型物件，然後透過類似jQuery的方式控制所選的物件。例如，選擇所有的<p>...</p>網頁元素，將之改成方形類別、移動位置、並更換顏色為淡紫色在D3.js中只要使用簡單的程式碼即可完成：
```
 
d3
.
selectAll
(
"p"
)
                 
// 選擇所有 <p> 網頁元素

   
.
style
(
"color"
,
 
"lavender"
)
     
// 將顏色 "color" 樣式改成 "lavender" 淡紫色 (薰衣草色)

   
.
attr
(
"class"
,
 
"squares"
)
       
// 將 "class" 改成 "squares"

   
.
attr
(
"x"
,
 
50
);
                 
// 將屬性值 "x" (水平位置) 改為 50px

```

### 動態改變物件狀態
透過D3.js定義的物件成員函數function transition (name)則可以在一定時間內平滑地改變物件的屬性或樣式的值，例如可以在500毫秒內逐漸將所有的<p>...</p>網頁元素漸變為粉紅色：
```
 
d3
.
selectAll
(
"p"
)
             
// 選擇所有 <p> 網頁元素

   
.
transition
(
"trans_1"
)
      
// 定義一個transition，命名為"trans_1"

     
.
delay
(
0
)
                 
// 觸發後延遲0毫秒後開始動畫

     
.
duration
(
500
)
            
// 漸變時間500毫秒

     
.
ease
(
d3
.
easeLinear
)
           
// 使用線性漸變，並且....

   
.
style
(
"color"
,
 
"pink"
);
    
// ...並且最終變為粉紅色

```

### 資料綁定

左邊的程式碼渲染的結果

D3.js有提供一進階應用例如設定與物件相關聯，或者將載入的資料直接繪成物件。在D3.js中，可以將資料與物件綁定，如此一來，當資料讀入之後根據資料產生對應具有相關的屬性（形狀、顏色或數值等）和行為（動畫或事件等）的SVG物件。
```
// 資料

  
var
 
countriesData
 
=
 
[

     
{
 
name
:
"Ireland"
,
  
income
:
53000
,
 
life
:
 
78
,
 
pop
:
6378
,
 
color
:
 
"black"
},

     
{
 
name
:
"Norway"
,
   
income
:
73000
,
 
life
:
 
87
,
 
pop
:
5084
,
 
color
:
 
"blue"
 
},

     
{
 
name
:
"Tanzania"
,
 
income
:
27000
,
 
life
:
 
50
,
 
pop
:
3407
,
 
color
:
 
"grey"
 
}

  
];

// 建立svg網頁物件

  
var
 
svg
 
=
 
d3
.
select
(
"#hook"
).
append
(
"svg"
)

        
.
attr
(
"width"
,
 
120
)

        
.
attr
(
"height"
,
 
120
)

        
.
style
(
"background-color"
,
 
"#D0D0D0"
);

// 從資料建立關聯的svg網頁元素

    
svg
.
selectAll
(
"circle"
)
                  
// 建立還不存在的圓形樣板

      
.
data
(
countriesData
)
                   
// 綁定資料

    
.
enter
()
                                 
// 對每個資料......

      
.
append
(
"circle"
)
                      
// 綁定資料列中的......資料到圓形

        
.
attr
(
"id"
,
 
function
(
d
)
 
{
 
return
 
d
.
name
 
})
            
// 圓形的id為國家名

        
.
attr
(
"cx"
,
 
function
(
d
)
 
{
 
return
 
d
.
income
 
/
 
1000
  
})
  
// 圓形的x坐標位置為收入

        
.
attr
(
"cy"
,
 
function
(
d
)
 
{
 
return
 
d
.
life
 
})
            
// 圓形的y坐標位置為預期收入

        
.
attr
(
"r"
,
  
function
(
d
)
 
{
 
return
 
d
.
pop
 
/
 
1000
 
*
2
 
})
   
// 圓形的半徑為國家人口數

        
.
attr
(
"fill"
,
 
function
(
d
)
 
{
 
return
 
d
.
color
 
});
        
// 給表示不同國家的圓形不同顏色

```

### 資料讀取

左邊的程式碼渲染結果示意圖。直接將地理資訊透過D3.js轉為SVG而未進行設定時，將會顯示為未設定顏色（預設黑色）的地圖。透過上述其他方法亦可完成各類互動式圖表等相關應用。

D3.js除了有提供將載入的資料直接繪成物件的功能之外，也支援從檔案讀取資料並直接生成SVG圖像。此應用使得D3.js可以用簡單的程式碼完成與地理資訊相關的資料視覺化，而新版本的D3.js也改善了地理座標的轉換系統，因此能準確地呈現包含地理資訊的圖表，例如「japan.json」中存了日本的GeoJSON地理資訊，則D3.js可以直接並載入並顯示日本地圖：
```
d3
.
json
(
"japan.json"
,
 
function
(
topodata
)
 
{
//載入JSON檔案

	
var
 
features
 
=
 
topojson
.
feature
(
//從GeoJSON中取出日本地形

		
topodata
,
 

		
topodata
.
objects
[
"japan"
]

	
).
features
;

	
var
 
path
 
=
 
d3
.
geo
.
path
().
projection
(
 

		
d3
.
geo
.
mercator
()

		
.
center
([
138
,
37
])
	
//指定為日本經緯度位置

		
.
scale
(
6000
)
 		
//放大至符合圖形大小

	
);

	
d3
.
select
(
"svg"
)

		
.
selectAll
(
"path"
)
	
// 建立還不存在的路徑物件樣板

		
.
data
(
features
)
		
// 綁定日本地形資料

		
.
enter
()
		
// 對所有的物件.....

		
.
append
(
"path"
)
		
// 插入路徑物件

		
.
attr
(
"d"
,
path
);
	
// 路徑物件的路徑依照日本經緯度位置填入地形資料

});

```

然而許多政府機關提供的文件皆為Shapefile，而由於D3.js也可以透過自己寫JavaScript函式或引用他第三方程式庫來讀取其他例如Shapefile的資料：
```
		
//需先引入Shapefile庫

shapefile
.
open
(
"japan.shp"
)
		
//載入日本的Shapefile檔案

  
.
then
(
source
 
=>
 
source
.
read
()

    
.
then
(
function
 
log
(
result
)
 
{
	
//若Shapefile載入完畢

      
if
 
(
result
.
done
)
 
return
;

      
console
.
log
(
result
.
value
);
	
//印出載入到的地理資訊

      
//下同

    
}))

  
.
catch
(
error
 
=>
 
console
.
error
(
error
.
stack
));

```

### 根據資料產生節點
當檔案順利讀入並與D3.js物件綁定之後，一般D3.js在使用上基本上會明確地用.enter()函數、暗示更新的函數以及.exit()函數來調用資料集中範圍內的資料，其中，d3.js沒有「update()」函數，需要自行時做對應功能來完成enter、update以及exit流程。接在.enter()函數後方的指令會作用在所有資料上並設定到前一段指令selectAll()選擇的網頁元素中所有未就緒的網頁元素。

### 其他特色
除了D3.js之外亦有許多可以抓取並處理資料的程式庫，例如jQuery，但D3.js與jQuery不同於，D3.js使用了數據驅動化來更有效地處理資料，例如，原先使用迴圈來處理資料，並且要預先把網頁元素產生出來，而D3.js則可以使用select或selectAll來批次完成資料處理，並會會視情況自動生成所需的網頁元素，而使得網頁有更多的彈性，也能支援能動態地即時地作出反應的互動性功能。

## 相關程式庫

### Three.js
D3.js可以與Three.js結合，透過結合了D3.js的資料視覺化、圖表產生與Three.js的WebGL特性可以實現三維資料視覺化、圖表的呈現。

## 延伸閱讀
D3.js入門相關文章
- Murray, Scott,  1st, Sebastopol, California: O’Reilly Media, March 2013  [2018-09-12], ISBN 978-1-4493-3973-9, （原始内容存档于2018-09-15）
- Timms, Simon,  1st, Birmingham: Packt Publishing, September 2013  [2018-09-12], ISBN 978-1-7821-6654-2, （原始内容存档于2014-08-02）

D3.js進階相關文章
- Dewar, Mike, Steele, Julie; Blanchette, Meghan , 编, , Creating Data-Driven Documents 1st, Sebastopol, California: O’Reilly Media, June 2012, ISBN 978-1-4493-2879-5
- Qi Zhu, Nick,  1st, Birmingham: Packt Publishing, October 2013  [2018-09-12], ISBN 978-1-7821-6216-2, （原始内容存档于2014-07-24）

其他D3.js相關文章
- Newton, Thomas; Villarreal, Oscar, , Birmingham: Packt Publishing: 126, 2014  [2018-09-12], ISBN 9781783985609, （原始内容存档于2018-09-13）
- Navarro Castillo, Pablo, , Birmingham: Packt Publishing: 352, 2014  [2018-09-12], ISBN 9781783286270, （原始内容存档于2018-09-13）
- Teller, Swizec, , Birmingham: Packt Publishing: 194, 2013  [2018-09-12], ISBN 9781782160007, （原始内容存档于2018-09-13）
- Viau, Christophe, , Bleeding Edge Press: 268, 2013  [2018-09-12], ISBN 9781939902023, （原始内容存档于2014-09-03）
- Meeks, Elijah, , Manning Publications: 325, 2014  [2018-09-12], ISBN 9781617292118, （原始内容存档于2019-09-24）
- Maclean, Malcolm, , Leanpub: 580, 2014  [2018-09-12], （原始内容存档于2018-09-13）
- King, Ritchie, , Addison-Wesley Data & Analytics Series: 288, 2014  [2018-09-12], （原始内容存档于2018-09-13）

影片資源
- Gopal, Nikhil, , Sebastopol, California: O’Reilly Media, October 2014  [2018-09-12], （原始内容存档于2018-09-13）
- King, Ritchie, , Addison-Wesley Professional, December 2014  [2018-09-12], （原始内容存档于2018-09-13）

## 外部連結
- 官方网站
- D3.js Gallery（页面存档备份，存于）
- Blocksplorer（页面存档备份，存于）, search for blocks by methods used